# Arcadiani
Gli Arcadiani erano un'unità militare dell'Impero romano d'Oriente. Furono attivi nella soppressione della rivolta dei Samaritani, nel 484/489.
Gli Arcadiani erano normalmente di stanza a Cesarea marittima, in Palestina. Quando i Samaritani si ribellarono all'imperatore Zenone, il loro «re» Justa li guidò alla conquista di Cesarea marittima, dove fecero strage di cristiani; furono però sconfitti dal dux Palaestinae Asclepiade, le cui truppe furono rafforzate dagli Arcadiani comandati da Rege.
La Notitia Dignitatum elenca tra le truppe romane di stanza nella parte orientale dell'Impero romano a inizio V secolo i Felices Arcadiani seniores, una delle auxilia palatina agli ordini del Magister militum per Orientem